# (7084) 1991 BR
A (7084) 1991 BR a Naprendszer kisbolygóövében található aszteroida. Atsushi Sugie fedezte fel 1991. január 19-én.